# 殺人者的購物目錄
《殺人者的購物目錄》（：／），為韓國tvN於2022年4月27日起播出的水木連續劇，改編自姜智英的同名小說，由電影《Missing：消失的女人》、《偵探: 歸來》的李彥禧導演與《Wanted》、《今天的偵探》的韓智完編劇合作打造。此劇講述以老舊大型公寓的超市作為中心，鄰居們隨時隨地都可能發生的各種犯罪和危機情況。
香港由myTV SUPER緊貼韓國點播；台灣由中華電信MOD與Hami Video獨家跟播，4/28起每週四五晚間上架。

## 演員陣容

### 主要人物
| 演員                                     | 角色   | 年齡 | 介紹 |
| 李光洙 （童年：朴藝燦） （青年：朴河俊） | 安大成 | 36   | 擁有驚人的觀察力和記憶力，卻連續三年落榜公務員考試，現在只能在母親經營的超市打工當收銀員。                                                       |
| 金雪炫                                   | 都雅熙 | 29   | 烏東區派出所女警、安大成的女朋友。一名熱血警察，看到不公正的情況就無法忍受。                                                                     |
| 陳熙瓊                                   | 韓明淑 | 54   | 「MS超市」社長、安大成的母親。愛一個無能但英俊的丈夫，也愛愚蠢但有人性的兒子。將一家小型社區超市變成了一棟繁榮的兩層樓建築和一個應有盡有的超市。 |

### MS超市
| 演員   | 角色   | 年齡 | 介紹 |
| 申成宇 | 安榮春 | 52   | 安大成的父親、韓明淑的丈夫。擁有英俊的外貌，熱愛唱歌和彈吉他，享受悠閒生活的性格。                                                   |
| 金美花 | 供膳   | 51   | 擁有十年經驗的「MS超市」兼職。不僅是量販店，對公寓大樓的人也是無所不知的情報收集女王。                                               |
| 吳惠媛 | 蔬菜   | 38   | 「MS超市」蔬菜部職員；具有選美大賽出身的幹練外貌和充滿反轉美的性格。                                                                 |
| 李教燁 | 精肉   | 35   | 「MS超市」精肉部職員、安大成不可替代的好朋友。雖然看起來是個有著不屈不撓的拆肉技巧的大男子，但他是一個比任何人都柔軟的反轉魅力之人。 |
| 朴智彬 | 姜聖潤 | 26   | 新加入「MS超市」的海鮮部職員。 |
| 趙雅蘭 | 兼職   | 23   | 「MS超市」兼職人員。一個擁有7年量販店兼職經歷的華麗人物，擁有與漂亮外貌相反的力量，高冷傲嬌的魔性魅力。                              |

### 那烏洞居民
| 演員   | 角色   | 年齡 | 介紹                                                 |
| 文熙景 | 楊順   | 61   | 那烏洞婦女會長、發起反對那烏洞再開發聯署。           |
| 柳延錫 | 徐天奎 | 37   | 金誠不動產社長、徐律的父親。                         |
| 安世彬 | 徐律   | 9    | 徐天奎的女兒；經常穿著跆拳道服光顧超市。             |
| 張元英 | 五千元 | 52   | 安大成童年協助抓到的假鈔犯，經常在社區公園耍雙節棍。 |

### 其他人物
| 演員         | 角色   | 介紹 |
| 李胤熙       | 金斗鉉 | 59歲，心地善良的警察，努力幫助想要重返社會的年輕有前科的人。知道安大成10歲時在「MS超市」經歷的事件始末的人物，總是擔心著他的安危。 |
| 趙允秀       | 權寶妍 | 幼兒園老師。 |
| 權昭賢       | 李京雅 | 遭受將超市物品掛在門口的受害者。                                                                                                   |
| 裴明真       | 崔志雄 | 刑警；與安大成一起為尋找犯人而奮戰。                                                                                               |
| Noreen Joyce | 熊文媞 | 徐律的母親，越南人，於第一集提到因病住院。第六集僅以回憶片段出現，調查後未住院。在第八集被發現其屍身藏在冰箱。                     |

### 特別出演
| 演員   | 角色 | 介紹           |
| 朴哲民 |      | 都雅熙的父親。 |

## 原聲帶
- Part.1（發行日期：2022年4月28日）

| 曲序 | 曲目                              | 演唱               | 时长 |
| ---- | --------------------------------- | ------------------ | ---- |
| 1.   | Why, Why, Why, Why（왜,왜,왜,왜） | 6band (육중완밴드) | 3:01 |
| 2.   | Why, Why, Why, Why（Inst.）       |                    | 3:01 |

- Part.2（發行日期：2022年5月5日）

| 曲序 | 曲目                  | 演唱         | 时长 |
| ---- | --------------------- | ------------ | ---- |
| 1.   | Orange Dream          | nokdu (녹두) | 4:36 |
| 2.   | Orange Dream（Inst.） |              | 4:36 |

- Part.3（發行日期：2022年5月12日）

| 曲序 | 曲目             | 演唱          | 时长 |
| ---- | ---------------- | ------------- | ---- |
| 1.   | Nothing          | KOONTA (쿤타) | 3:02 |
| 2.   | Nothing（Inst.） |               | 3:02 |

## 收視率
| 集數       | 播出日期   | 尼爾森收視率     | 尼爾森收視率   |
| 集數       | 播出日期   | 大韓民國（全國） | 首爾（首都圈） |
| ---------- | ---------- | ---------------- | -------------- |
| 1          | 2022/04/27 | 3.625%           | 4.034%         |
| 2          | 2022/04/28 | 3.482%           | 3.759%         |
| 3          | 2022/05/04 | 2.443%           | 2.398%         |
| 4          | 2022/05/05 | 2.793%           | 2.534%         |
| 5          | 2022/05/11 | 2.253%           | 2.207%         |
| 6          | 2022/05/12 | 3.270%           | 3.217%         |
| 7          | 2022/05/18 | 2.517%           | 2.721%         |
| 8          | 2022/05/19 | 3.688%           | 3.808%         |
| 平均收視率 | 平均收視率 | 3.009%           | 3.085%         |

- 收視最低的集數以藍色表示，收視最高的集數以紅色表示，而空格則表示該集的收視沒有相關數據。

## 同時段作品
- KBS2 水木連續劇：《向你奔去的速度493km》
- JTBC 水木連續劇：《綠色媽咪會》

## 記事
- 該劇是李光洙繼《Live》後時隔四年後回歸韓國電視劇作品。

## 外部連結
- 韓國tvN官方網站
- Daum上《殺人者的購物目錄》的資料

| tvN 水木劇                                | tvN 水木劇                                        | tvN 水木劇 |
| ----------------------------------------- | ------------------------------------------------- | ---------- |
|                                           | 殺人者的購物目錄 （2022年4月27日－2022年5月19日） |            |
| Kill Heel （2022年3月9日－2022年4月21日） | 夏娃的醜聞 （2022年6月1日－2022年7月21日）        |            |